# Cleyera nimanimae
Cleyera nimanimae là một loài thực vật có hoa trong họ Pentaphylacaceae. Loài này được (Tul.) Krug & Urb. mô tả khoa học đầu tiên năm 1896.